# Fidel García
Fidel García Martínez (Soto y Amío, 24 de abril de 1880-Logroño, 10 de febrero de 1973) fue un obispo español. Ocupó el cargo de obispo de Calahorra y La Calzada (1927-1953). Fue represaliado por la dictadura franquista en 1952. Se trató de uno de los pocos casos de oposición al régimen dentro de la Iglesia católica en España y la Conferencia Episcopal Española.

## Biografía

### Primeros años y formación
Nació en el municipio leonés de Soto y Amío en 1880 en el seno de una familia humilde. Su padre era caminero. En 1893 ingresó en el Seminario Pontificio de Comillas, donde cursará todos sus estudios y donde permanecerá hasta 1907. En 1904 el Papa San Pío X eleva al Seminario Pontificio de Comillas al rango de universidad pontificia, por lo que desde entonces será conocida como Universidad Pontificia de Comillas. En la recién erigida universidad pontificia Fidel García Martínez obtuvo tres doctorados: en Filosofía, en Sagrada Teología y en Derecho canónico.

### Vida sacerdotal
Fue ordenado sacerdote el 25 de mayo de 1907 y en este mismo año fue nombrado coadjutor de la parroquia asturiana de Santa María de Trubia. En 1908 pasó como coadjutor a la parroquia asturiana de Santa Eulalia de Turielos, en La Felguera. Se integró en la difícil situación social del proletariado de las cuencas mineras de Asturias, cuyas extremas condiciones lo hacen cuestionar la eficacia de los Círculos Católicos como fórmula de evangelización pero también oponerse a las ideologías socialista y comunista, acercándose más bien al catolicismo social del papa León XIII. 
En 1910 obtuvo, por oposición, el cargo de canónigo magistral de la catedral de Palencia y el 20 de octubre de 1911, fue nombrado provisor y vicario general de aquel Obispado. En 1913, por indicación de Roma, fue nombrado gobernador eclesiástico de la diócesis palentina.

### Episcopado
Al ser trasladado a la sede santanderina Juan Plaza, el nuncio en España, monseñor Ragonesi, propuso a Fidel García Martínez para desempeñar el cargo de administrador apostólico de la diócesis de Calahorra y La Calzada, siendo preconizado obispo titular de Hippo por el papa Benedicto XV en el Consistorio de 16 de diciembre de 1920.
El 17 de julio de 1921 tomó posesión de la diócesis como administrador apostólico y el 7 de septiembre de 1927, a propuesta del rey Alfonso XIII, el papa Pío XI le nombró obispo residencial de Calahorra y La Calzada, tomando posesión de la diócesis el día 7 de diciembre del mismo año y permaneciendo al frente de la misma hasta el año 1952. Representó a la Iglesia de España en el XXVIII Congreso Eucarístico Internacional de Chicago de 1926 junto al cardenal primado. Al año siguiente se le nombró obispo residencial de la diócesis calagurritana, la especialmente conflictiva sede episcopal de Calahorra y La Calzada-Logroño en La Rioja.
En 1931 fue propuesto por la propia jerarquía romana para la sede primada de Toledo a fin de sustituir al cardenal Pedro Segura, pero renunció a tal ascenso y prefirió continuar con su sede calagurritana. Ocupó la jefatura de dicha diócesis de Calahorra durante cuatro períodos históricos muy distintos: el final de la Restauración, la dictadura de Miguel Primo de Rivera, la II República y la dictadura franquista, durante un total de más de tres décadas. Estando al frente de la diócesis, revitalizó la Unión Apostólica para contribuir a la mejora del clero local.
Después de los ataques de la dictadura de Franco, Fidel García prefirió autoexiliarse primero en Oña y después en Deusto, en Vizcaya, junto a los jesuitas.
Murió en Logroño el 10 de febrero de 1973.

## Ideología y oposición a los totalitarismos
Contrario a los totalitarismos, trabajó por la reconciliación y para evitar derramamientos de sangre durante la guerra civil española, pero no se opuso especialmente a la sublevación franquista e incluso firmó la pastoral conjunta de los obispos españoles del 1 de julio de 1937 en la que se justificaba y apoyaba el golpe de Estado. También en 1937 Pío XI condenó severamente a Adolf Hitler, aliado de Franco durante la guerra, y su ideología nazi, muy próxima a la propia ideología falangista y franquista. Franco prohibió la publicación de esta execración papal en la España bajo su control, pero Fidel García desobedece tales órdenes y da a conocer la encíclica del papa (Mit Brennender Sorge-Con ardiente preocupación) en su boletín diocesano.
Más tarde el propio obispo da a conocer el 12 de marzo de 1942, en plena II Guerra Mundial, su Instrucción pastoral sobre algunos errores modernos, diatriba contra los totalitarismos ateos como el comunismo y el nazismo, en la que defiende la libertad y la dignidad del hombre frente al Estado. La pastoral, crítica también con la censura franquista, fue silenciada en España aunque valorada en la Europa aliada.

## Conspiración franquista
La represalia del régimen franquista no se hizo esperar: con ayuda de dobles y testigos comprados se maquinó toda una conspiración para presentar al obispo como un hombre lujurioso, cliente frecuente de prostíbulos y cabarés en Sevilla, Barcelona y París. La campaña de desprestigio, que se extendió durante casi toda la década de 1940 y principios de la de 1950, culminó el 28 de agosto de 1952 con un Informe reservadísimo sobre moralidad entregado al arzobispo de Barcelona, quien llamó a Fidel García a comparecer para defenderse sobre las acusaciones. El obispo declinó tal oferta y prefirió retirarse, terminando así con su vida civil, pública y eclesiástica, ante la indiferencia de toda la Iglesia española, en aquel momento completamente sumisa ante el dictador.
En 1962 se produce una segunda conspiración cuando el Servicio de Información Militar informa sobre su caso a Franco, quien decide ocultar la operación, posponer indefinidamente su aclaración y ofrecer al obispo su rehabilitación material pero no pública, un ofrecimiento que Fidel García declina. El ya obispo emérito (ex obispo) pasa los últimos años de su vida en la residencia sacerdotal de Logroño, donde  muere el 10 de febrero de 1973, sin rehabilitación alguna por parte del régimen o la jerarquía católica. Cumpliéndose su última voluntad, fue enterrado en el Seminario de Logroño que él mismo fundó.

## Legado
Fidel García fue el único miembro de la cúpula católica española que se opuso al régimen franquista, y pagó por ello con su denigración pública. Sin embargo, sus feligreses se mostraron siempre a su lado, y aún hoy varias poblaciones como Logroño y Calahorra cuentan con calles y plazas en su memoria. En otras regiones españolas la conspiración tuvo su efecto, y su imagen de obispo lascivo pasó a la cultura popular, e incluso en 2006 la televisión catalana TV3 lo representó como la personificación de uno de los pecados capitales, la lujuria.
Es de destacar, por el contrario, el silencio absoluto de la Iglesia católica española en torno a su figura. Sus restos descansan hoy en un altar lateral de la capilla principal del seminario de Logroño, fundado por él, a donde fue trasladado recientemente desde un sótano del propio seminario donde inicialmente se le dio sepultura. Aún en 1982, el cardenal Tarancón, distinguido defensor y amigo personal de Franco, escribió al biógrafo del obispo:

Monseñor Fidel García fue un gran obispo, pero la verdad es que no sé cómo se pueden encauzar las cosas para reivindicar su memoria.

## Giro en la investigación. Documentación desclasificada por el Vaticano
La nueva documentación sobre el papado de Pío XII desclasificada por el papa Francisco en 2020 ha dado un giro inesperado a las investigaciones conocidas hasta ahora en relación con el obispo Fidel García. La documentación del Archivo Apostólico Vaticano, que incluye los fondos documentales de la Nunciatura Apostólica de Madrid, consultados por la doctora María Antonia San Felipe, demuestran que el obispo Fidel García, vigilado por miembros del Patronato de la Mujer de Barcelona, fue sorprendido en una casa de prostitución el 18 de agosto de 1952 en Barcelona con una mujer de 28 años. Reconocida su falta y la vulneración de sus votos, pactó su relevo al frente de la diócesis que se produjo el 9 de mayo de 1953. Esta información ha sido publicada en la revista Belezos de junio de 2022 editada por el Instituto de Estudios Riojanos.